# Fabio Barchitta
Fabio Barchitta (Catania, 23 de noviembre de 1961) es un expiloto de motociclismo italiano, que participó en el Campeonato del Mundo de Motociclismo desde 1986 hasta 1989.

## Biografía
Barchitta nació en Catania pero se mudó con su padre a Mestre. En 1981, hizo su debut en una laverda 500 y, dos años más tarde, con el Moto Club Spinea, participa en el Campeonato de Italia reservado a los motores de 750 cc con una GPZ Kawasaki. En 1984, consigue el título de Campeón de Italia en la categoría TI2 y el de resistencia TT1 con una Ducati GPM T2. Con Team Italia, participa en 1985 y 1986 en el Campeonato de Europa con una Honda RS500 en los que acaba en quinto y sexto puesto respectivamente. En 1986 hace su debut en el Mundial aunque solo participa en dos pruebas.
En 1987, logra fichar por un equipo para participar en la cilindrada de 500cc con una Honda RS500R y el año siguiente también disputa la misma categoría con una licencia sanmarinense, alcanzando su mejor resultado finalː un 21.º lugar y 12 puntos. Mientras tanto, continúa su compromiso con el Campeonato continental que le da sus dos únicas victorias en 1988 (Assen y Jerez).
En 1989 se une al equipo Rudy Project Aprilia para disputar el campeonato en 250. En Hockenheim, Bruno Bonhuil y él estarían involucrados en un accidente grave en el que el piloto oficial de Aprilia Iván Palazzese perdería la vida. En su caso, el accidente le obligaría retirarse de la competición para siempre. A pesar de todo, siguió vinculado al mundo del motociclismo, realizando actividades de marketing o como director de Roberto Rolfo.

## Resultados en el Campeonato del Mundo
Sistema de puntuación desde 1969 hasta 1987:
| Posición | 1.º | 2.º | 3.º | 4.º | 5.º | 6.º | 7.º | 8.º | 9.º | 10.º |
| Puntos   | 15  | 12  | 10  | 8   | 6   | 5   | 4   | 3   | 2   | 1    |

Sistema de puntuación desde 1988 hasta 1991:
| Posición | 1.º | 2.º | 3.º | 4.º | 5.º | 6.º | 7.º | 8.º | 9.º | 10.º | 11.º | 12.º | 13.º | 14.º | 15.º |
| Puntos   | 20  | 17  | 15  | 13  | 11  | 10  | 9   | 8   | 7   | 6    | 5    | 4    | 3    | 2    | 1    |

### Carreras por año
| Año  | Clase | Moto    | 1       | 2       | 3      | 4       | 5       | 6       | 7      | 8       | 9      | 10     | 11     | 12     | 13      | 14     | 15     | Pts. | Pos. |
| ---- | ----- | ------- | ------- | ------- | ------ | ------- | ------- | ------- | ------ | ------- | ------ | ------ | ------ | ------ | ------- | ------ | ------ | ---- | ---- |
| 1986 | 500cc | Honda   | ESP -   | NAC -   | ALE -  | AUT -   | YUG 17  | NED -   | BEL -  | FRA -   | GBR -  | SWE -  | RSM 17 |        |         |        |        | 0    | -    |
| 1987 | 500cc | Honda   | JAP -   | SPA -   | GER 16 | NAT 17  | AUT DNQ | YUG 17  | NED 15 | FRA Ret | GBR 24 | SWE 18 | CZE 16 | RSM 13 | POR Ret |        |        | 0    | -    |
| 1988 | 500cc | Honda   | JAP DNQ | USA DNQ | ESP 18 | EXP 5   | NAT 7   | GER Ret | AUT -  | NED Ret | BEL 29 | YUG 16 | FRA 15 | GBR 18 | SWE 16  | CZE 10 | BRA 11 | 12   | 21.º |
| 1989 | 250cc | Aprilia | JPN 26  | AUS 19  | USA 17 | SPA Ret | NAT 23  | GER Ret | AUT -  | YUG -   | NED -  | BEL -  | FRA -  | GBR -  | SWE -   | CZE -  |        | 0    | -    |

| Color     | Resultado                                                               |
| --------- | ----------------------------------------------------------------------- |
| Oro       | Ganador                                                                 |
| Plata     | 2.ª plaza                                                               |
| Bronce    | 3.ª plaza                                                               |
| Verde     | Finalizó en los puntos                                                  |
| Azul      | Finalizó sin puntos                                                     |
| Azul      | NC - No clasificado                                                     |
| Violeta   | Ret - No terminó (Carrera)                                              |
| Rojo      | DNQ - No se clasificó                                                   |
| Negro     | DSQ - Descalificado                                                     |
| Blanco    | DNS - No empezó (carrera)                                               |
| Blanco    | WD - Retirado (fin de semana)                                           |
| Blanco    | C - Carrera cancelada                                                   |
| Sin color | DNP - Inscrito pero no participó                                        |
| Sin color | INJ - Lesionado                                                         |
| Sin color | EX - Excluido                                                           |
| Estado    | Resultado                                                               |
| Negrita   | Pole position                                                           |
| Cursiva   | Vuelta rápida                                                           |
| †         | Abandona, pero clasifica al completar el porcentaje requerido para ello |